# F. Otto Hoppe
Ferdinand Otto Hoppe (meist F. Otto Hoppe; * 11. Oktober 1882 in Solingen-Pilghausen; † 18. Mai 1967 in Köln) war ein deutscher Metallkünstler und Industriedesigner.

## Leben
Er wurde als zehntes von zwölf Kindern geboren. Sein Vater, August Hoppe, war Messerpolierer und mit Friederike Hoppe geb. Haas verheiratet. 1896 begann er eine Lehre zum Stahlstempelgraveur. Es folgten 1902 Ausbildungen in der Modellierklasse der Kunstgewerbeschule Elberfeld. 1904 kam er mit einem Stipendium an die neugegründete Solinger Fachschule für Stahlwarenindustrie, die er bis zum Frühjahr 1907 besuchte. Danach folgten Lehrjahre in Magdeburg und vor allem Nürnberg (1908–1916). Am 31. Juli 1909 heiratete er Hildegard Blau. Der Ehe entstammten drei Kinder: Erlefried (1910–1992), Brunhilde (* 1913) und Sigurd (* 1917). 1916 trat er in die Werkstatt der Waffenfabrik Alexander Coppel in Solingen ein. Seine Aufgabe war die Herstellung künstlerischer Einzelstücke blanker Waffen und Modelle für Offiziersdegen. In dieser Zeit entstand ein Ehrendegen für Feldmarschall Hindenburg. 1918 – nach dem verlorenen Ersten Weltkrieg waren Ehrendegen nicht mehr gefragt – eröffnete er in Solingen-Widdert die „Werkstatt für Metallkunst“. Sie bestand, bis er 1924 an die „Fachschule für die Solinger Industrie“ berufen wurde, wo er bis 1949 tätig war.
1951 gründete F. Otto Hoppe, zusammen mit anderen, die „Vereinigung der Mundartdichter Solingens“, die sich 1952 in De Hangkgeschmedden umbenannte. 1962 schenkte er dem Solinger Stadtarchiv sein Selbstbildnis in Form einer Büste in Stahl. Eine langjährige Freundschaft verband ihn mit der Solinger Künstlerin Gertrud Kortenbach (1924–1960), die ehemals seine Schülerin gewesen war und deren Begabung er früh erkannte und bewunderte.
F. Otto Hoppe wurde 1961 zum Ehrenmitglied des Bergischen Geschichtsvereins, Abteilung Solingen ernannt. Er verstarb am 18. Mai 1967 in Köln und wurde auf dem Friedhof Rupelrath in Solingen-Aufderhöhe beigesetzt.

## Werke

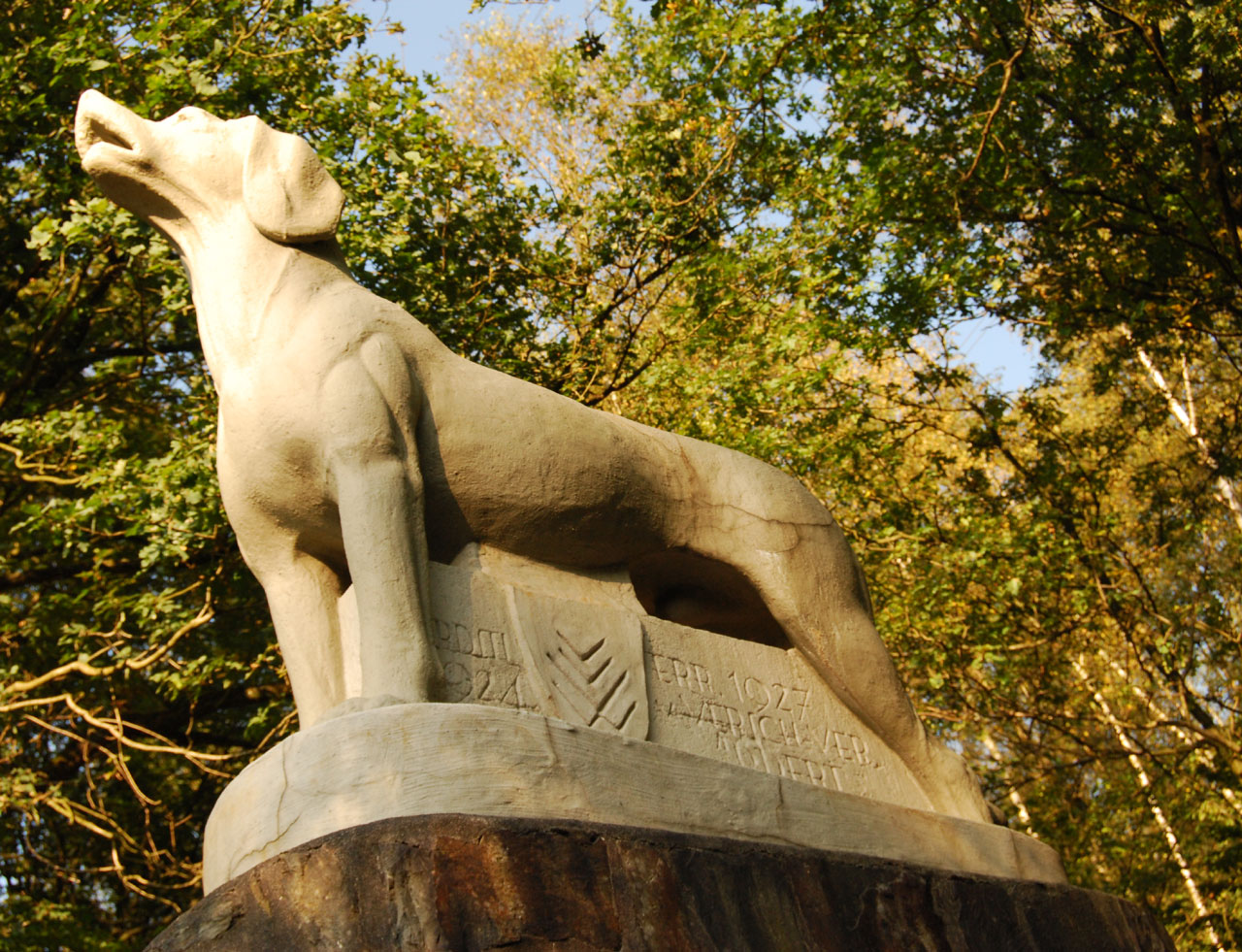
Hundeskulptur auf dem Rüdenstein

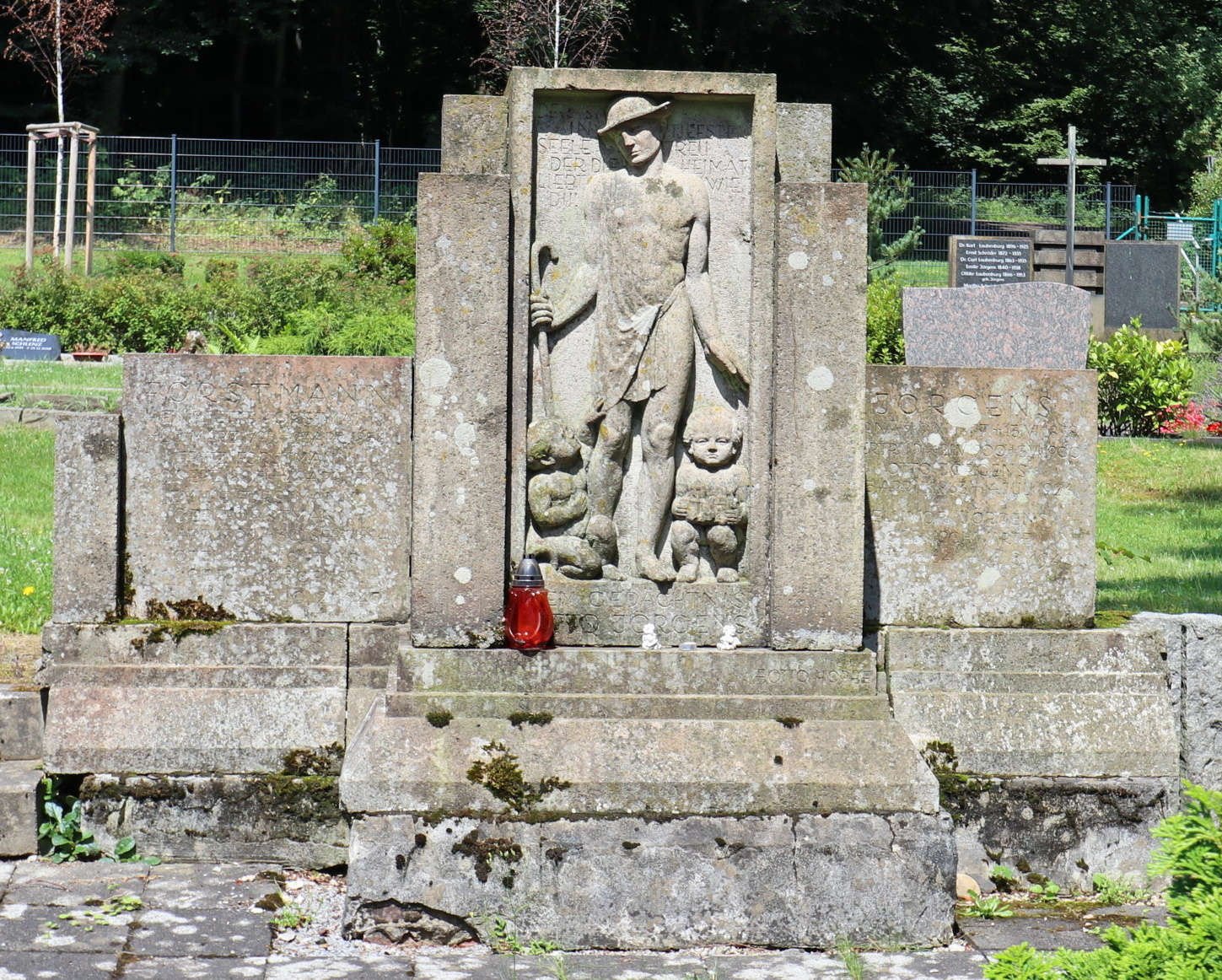
Grabmal Jörgens

- Ehrendegen der Stadt Solingen für Generalfeldmarschall v. Hindenburg zu dessen 70. Geburtstag (1917)
- Marinedolch für die Admiräle von Scheer und von Hipper zum 1. Jahrestag der Seeschlacht am Skagerrak (1917)
- Ausführung und Entwurf zum „Rüdenstein“ (1927)
- Hermann-Löns-Denkmal (1926) zwischen Solingen und Burg an der Wupper
- Hindenburg-Bildnisplastik (Stahl, 145 mm hoch; 1934–1937)
- Schwert als Ehrengabe der Fachschule für die Stahlwarenindustrie an die Industrie- und Handelskammer Solingen (1940)
- Das „Solinger Schwert“, Wanderpreis des Deutschen Fechter-Bundes (1952)
- Grabmal Jörgens, Burg-Friedhof Solingen